# Уфимцев, Николай Иванович
Николай Иванович Уфимцев (1888, поселок Усть-Сысертського завода Пермской губернии — 22 июня 1938) — советский партийный деятель, ответственный секретарь Крымского областного комитета РКП(б) (1922—1924).

## Биография
Родился в семье рабочего спичечной фабрики. Пять месяцев учился в двуклассном училище. Трудовую деятельность начал счетоводом Усть-Сысертского завода Пермской губернии. Принимал активное участие в революционных событиях 1905 года.
Член РСДРП(б) с 1906 года.
С 1906 по 1912 годы несколько раз арестовывался, отбывал заключение и административные ссылки (пять раз). Принимал активное участие в работе большевистских организаций Екатеринбурга и Мотовилихи. Вновь арестовывался в 1914 и 1915 годах, после чего был мобилизован в русскую армию.
После Февральской революции 1917 года был председателем Шадринского Совета солдатских депутатов Пермской губернии. С июля 1917 года — разъездной инструктор Уральского комитета РСДРП(б), председатель Моршанского военного комитета РСДРП(б) Тамбовской губернии. Участник Гражданской войны в России.
С января 1918 года — член коллегии Уральского областного комиссариата по военным делам, заместитель военного комиссара Уральской области. С июля 1918 года — военный комиссар стрелковой бригады Восточной 29-й стрелковой дивизии 3-й армии РККА.
В 1919 году — член Северного отделения нелегального Сибирского (Урало-Сибирского) бюро ЦК РКП(б), член Урало-Сибирского бюро ЦК РКП(б), председатель Северо-Уральского бюро РКП(б) (с февраля 1919).
В июле — октябре 1919 года — председатель Екатеринбургского губернского организационного бюро РКП(б), а в октябре — ноябре 1919 года — председатель Екатеринбургского губернского комитета РКП(б).
В ноябре 1919 — апреле 1920 года — начальник политического отдела 1-й Красной Уральской дивизии.
С апреля 1920 года — начальник политического отдела Пермской железной дороги, председатель профсоюза железнодорожников (дорпрофсожу) Пермской железной дороги, член Пермского губернского революционного комитета.
В октябре 1920 — январе 1921 года — ответственный секретарь Екатеринбургского губернского комитета РКП(б), член Уральского бюро ЦК РКП(б). Затем — заведующий политпросвета отдела народного образования Екатеринбургской губернии, заведующий агитационно-пропагандистского отдела Екатеринбургского губернского комитета РКП(б). В августе 1921 — мае 1922 года — вновь ответственный секретарь Екатеринбургского губернского комитета РКП(б).
В мае — октябре 1922 года — ответственный секретарь Симферопольского окружного комитета РКП(б) Крымской АССР.
25 октября 1922 — 13 мая 1924 — ответственный секретарь Крымского областного комитета РКП(б).
С 1925 года работал председателем правления Северного химического треста в Ленинграде, а в 1927 году — торговым представителем СССР в Австрии. С 1927 по 1928 год — в распоряжении народного комиссариата торговли СССР.
13 марта 1928 года исключён из ВКП(б) за оппозиционную троцкистскую деятельность и сослан в Великий Устюг Вологодской губернии.
30 января 1930 года восстановлен в членах ВКП(б). С 1930 года работал начальником финансово-счётного управления Всехимпрома, заместителем председателя правления Всехимпрома Высшего совета народного хозяйства (ВСНХ) СССР, начальником планово-экономического управления Всехимпрома, заместителем начальника Главхимпрома и членом коллегии Народного комиссариата тяжёлой промышленности СССР.
В феврале 1933 года арестован, 20 февраля 1933 года исключён из ВКП(б), а в 1934 году приговорён к трём годам ссылки в город Иркутск. До августа 1936 года — начальник финансового отдела Иркутского треста «Восходсиблес».
17 августа 1936 года арестован органами НКВД. Приговорён к ВМН, расстрелян. Посмертно реабилитирован.